# ميلتون حاطوم
ميلتون حاطوم (بالبرتغالية: Milton Hatoum) (ولد في 19 أغسطس 1952 في ماناوس) هو أديب ومترجم وأستاذ جامعي برازيلي. يعتبر من أهم أدباء البرازيل. يدرّس الادب فبي جامعة الأمازون الاتحادية و جامعة كاليفورنيا، بركلي

## النشأة
ولد حاطوم لأب لبناني مهاجر و لأم برازيلية من أصل لبناني.

## أوسمة
منحه الرئيس الفلسطيني محمود عباس وسام الثقافة والعلوم والفنون الفلسطيني في أبريل 2025.

## وصلات خارجية
- ميلتون حاطوم على موقع أرشيف الشارخ.
- ميلتون حاطوم على موقع IMDb (الإنجليزية)
- ميلتون حاطوم على موقع مونزينجر (الألمانية)
- ميلتون حاطوم على موقع قاعدة بيانات الفيلم (الإنجليزية)
- الموقع الرسمي
- ذكريات ميلتون حاطوم: أرابيسك برازيلية - ميلتون حاطوم، الأوان، 1 سبتمبر 2007